# Кварса (станция)
Ква́рса — товарно-пассажирская станция на линии Ижевск — Воткинск Ижевского отделения Горьковской железной дороги. Расположена на территории одноимённой деревни Воткинского района Удмуртской Республики. Открыта в 1951 году.

## Описание
Станция находится на 86 и 87 километрах однопутной неэлектрифицированной железной дороги Ижевск — Воткинск (нумерация километров исторически ведётся от станции Агрыз). В границах станции Воткинская линия, следуя из Ижевска, меняет своё направление с широтного на меридиональное.
Станция насчитывает 4 пути. К 4-му пути примыкает куст подъездных путей из промзоны деревни Кварса. От чётной горловины станции Кварса до станции Построечная посёлка Новый проложен подъездной путь к Камскому заводу железобетонных изделий и конструкций. Вблизи чётной горловины станционные пути пересекает автодорога Воткинск — Чайковский. В месте пересечения для безопасности участников движения оборудован регулируемый, охраняемый переезд.
Помимо грузовых, станция Кварса выполняет и пассажирские операции. Подача пассажирских поездов производится на крайний северный путь, вдоль которого располагается единственная пассажирская платформа. На перроне сооружён небольшой навес для ожидающих пассажиров. Около платформы стоит вокзальное здание. Вокзал Кварсы оборудован небольшим залом ожидания.

## Маршруты поездов
- № 6361, 6363 до Ижевска (1 час 22 минуты)[2]
- № 6362, 6364 до Воткинска (20 мин)[3]

Пригородные перевозки по станции обслуживаются ППК «Содружество». Поезда дальнего следования через Кварсу не проходят.